# Raman Wasiluk
Raman Wasiluk (biał. Раман Васілюк, ros. Роман Василюк, Roman Wasiluk; ur. 23 listopada 1978 w Brześciu) – białoruski piłkarz, grający na pozycji napastnika, reprezentant Białorusi.

## Kariera klubowa
Wasiluk jest wychowankiem klubu z rodzinnego miasta – Dynama Brześć, barwy którego reprezentował od 1996 przez następne 3 lata. W owym okresie zawodnik imponował swoją skutecznością, w 92 meczach zdobył 51 bramek, ale nie pomogły one w osiągnięciu jakiegoś znaczącego sukcesu. Lata 2000–2001 spędził w innym białoruskim klubie, Sławii Mozyrz. Tam także pokazał, co potrafi trafiając 42 razy do siatki w 52 spotkaniach, ale podobnie jak w poprzednim klubie – sukcesu nie odniósł. Jego dobra postawa na boiskach w Białorusi zaowocowała transferem do silnego Spartaka Moskwa. Mając 23 lata uważany był za ogromny talent i miał się rozwinąć w wysokiej klasy gracza, jednakże tak się nie stało. Przez cały okres gry w Spartaku, Wasiluk otrzymywał szansę gry zaledwie z ławki rezerwowych. Rok 2002 spędził w Dynamie Mińsk, gdzie często prześladowany był przez kontuzje, dlatego rozegrał w stołecznym klubie zaledwie 9 spotkań. W 2003 roku Raman ponownie został zawodnikiem Spartaka, jednak jego powrót był nieudany. Białorusin wystąpił tylko w jednym oficjalnym meczu. Jego drużyna w tamtym czasie zdobyła Puchar Rosji, jednak sam piłkarz nie miał żadnego udziału w osiągnięciu tego trofeum. Rok później postanowił, że wróci do Brześcia, skąd był wypożyczony do Hapoelu Tel Awiw. Od 2005 roku był piłkarzem FK Homel, a w 2008 wrócił do klubu z Brześcia. W 2011 roku Wasiluk zasilił skład stołecznego FK Mińsk.

## Reprezentacja
Wasiluk był piłkarzem narodowej drużyny Białorusi w latach 2000-2008. Polskim kibicom dał się zapamiętać z przegranego 4:1 meczu eliminacji do Mistrzostw Świata 2002 reprezentacji Polski z 5 września 2001 gdy strzelił polskiej drużynie narodowej 4 gole.